# Verkehrsflugzeug

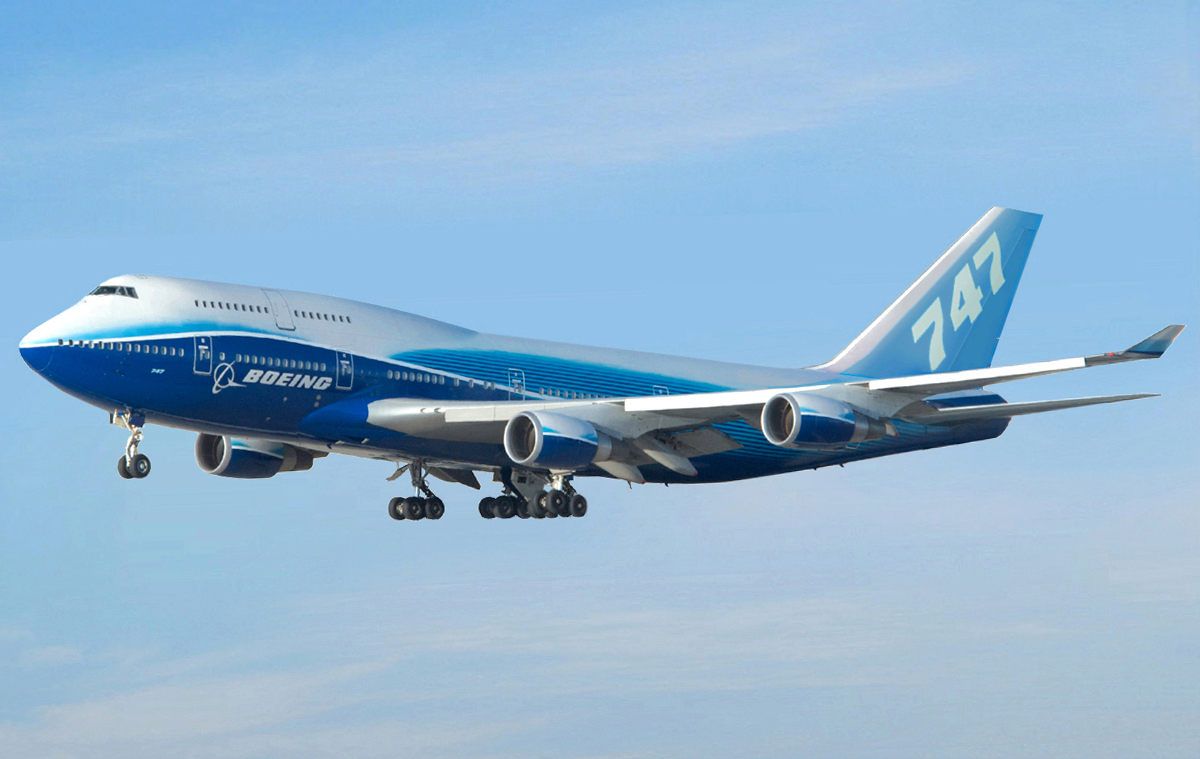
Boeing 747

Ein Verkehrsflugzeug (umgangssprachlich Verkehrsmaschine) ist ein Flugzeug, das von Fluggesellschaften, Frachtfluggesellschaften und Privatbetreibern im öffentlichen Verkehr betrieben wird und dessen hauptsächlicher Einsatzzweck der kommerziell ausgerichtete Transport von Passagieren oder Frachtgut ist. Als Passagierflugzeug (auch Reiseflugzeug) bezeichnet man darüber hinaus allgemeiner auch die Gruppe der kommerziellen Verkehrsflugzeuge einschließlich der primär als Charter- oder Privatmaschinen konzipierten zivilen Flugzeuge (Geschäftsreiseflugzeuge).
„Passagierjet“ und „Düsenverkehrsflugzeug“ sind umgangssprachliche Bezeichnungen für ein von Strahltriebwerken angetriebenes Passagierflugzeug. Jene bilden den heute vorherrschenden Antriebstyp – obschon gerade bei den Kleinmaschinen der Kurzstreckensparte die moderne Propellertechnik (Propellerflugzeug) weiterhin durchaus eingesetzt wird, weil sie erheblich treibstoffsparender ist.

## Grundlagen
Die in einem Verkehrsflugzeug vorhandene Ausstattung und der angebotene Komfort richtet sich nach der Art der Fluggesellschaft (siehe auch Billigfluggesellschaft) und der gebuchten Beförderungsklasse (First, Business und (Premium) Economy), sowie auch der Wünsche der Privatbetreiber und Bedürfnisse der Spediteure.
Größere moderne Verkehrsflugzeuge sind mit einer Druckkabine ausgerüstet, um den Luftdruck im Inneren der Kabine auch in großen Flughöhen auf einem für Menschen erträglichen Niveau halten zu können. Des Weiteren besitzt heute fast jedes Verkehrsflugzeug eine Klimaanlage.
Im Jahr 2018 waren weltweit 29.398 Verkehrsflugzeuge im Einsatz, davon 26.395 Passagierflugzeuge und 2.463 Frachter. Weitere 2.754 waren zu diesem Zeitpunkt eingelagert.

## Geschichte

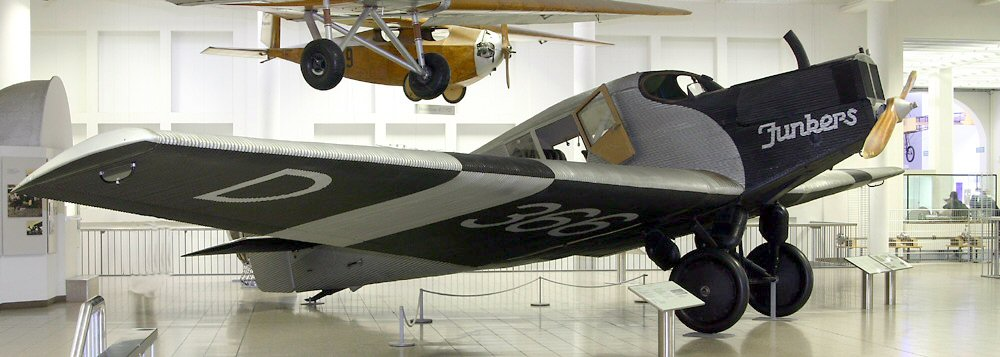
Junkers F 13

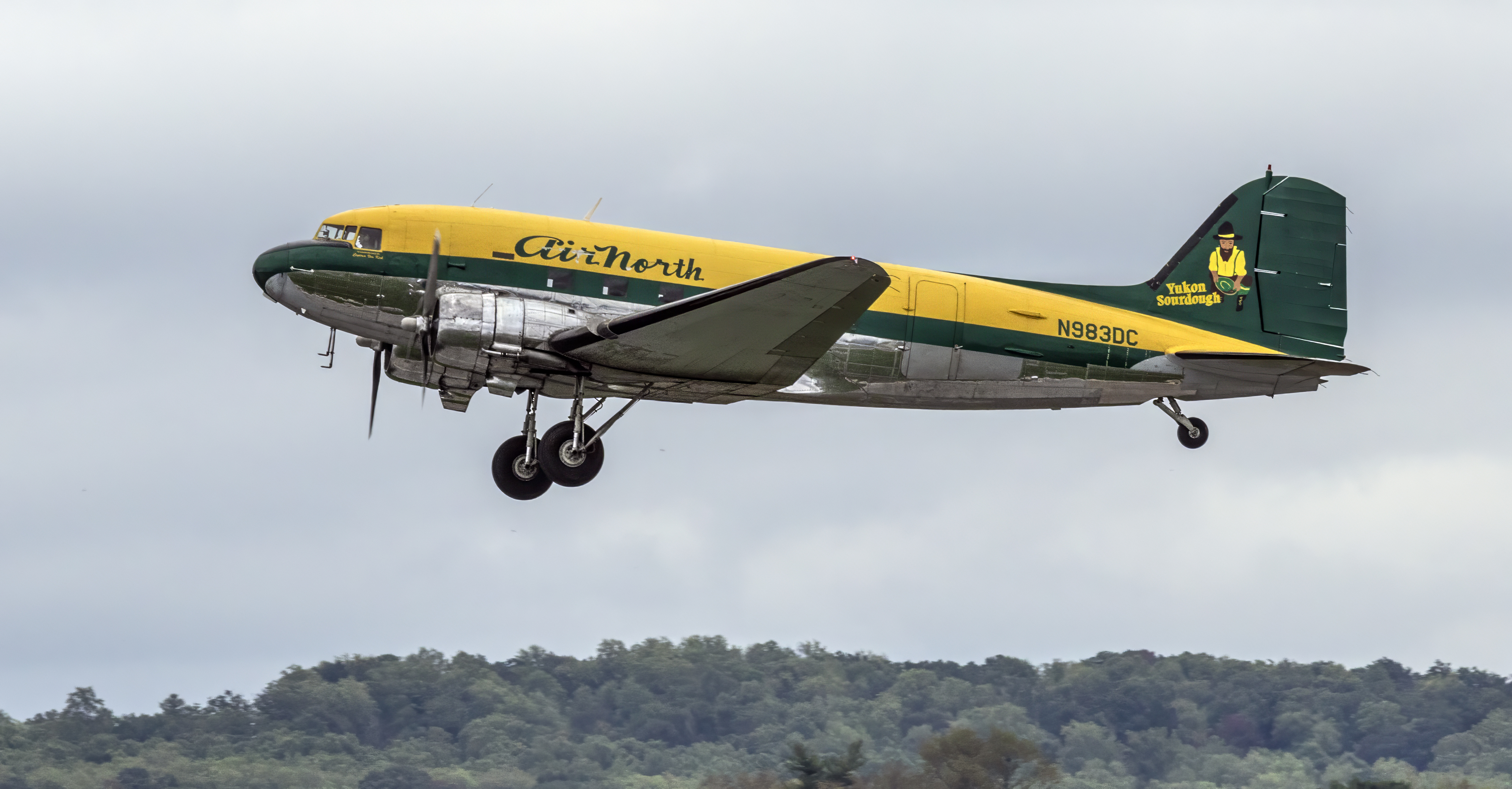
Eine 1943 gebaute Douglas DC-3, noch im Einsatz im Jahr 2023

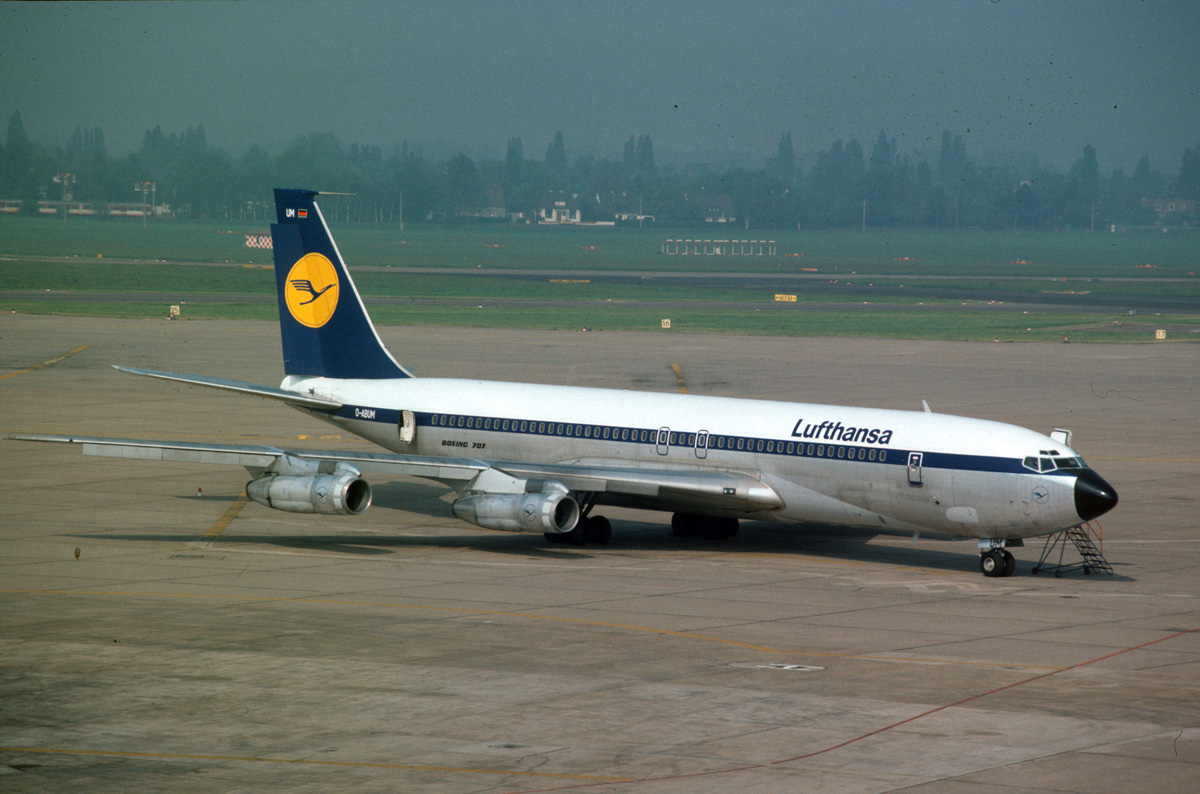
Boeing 707

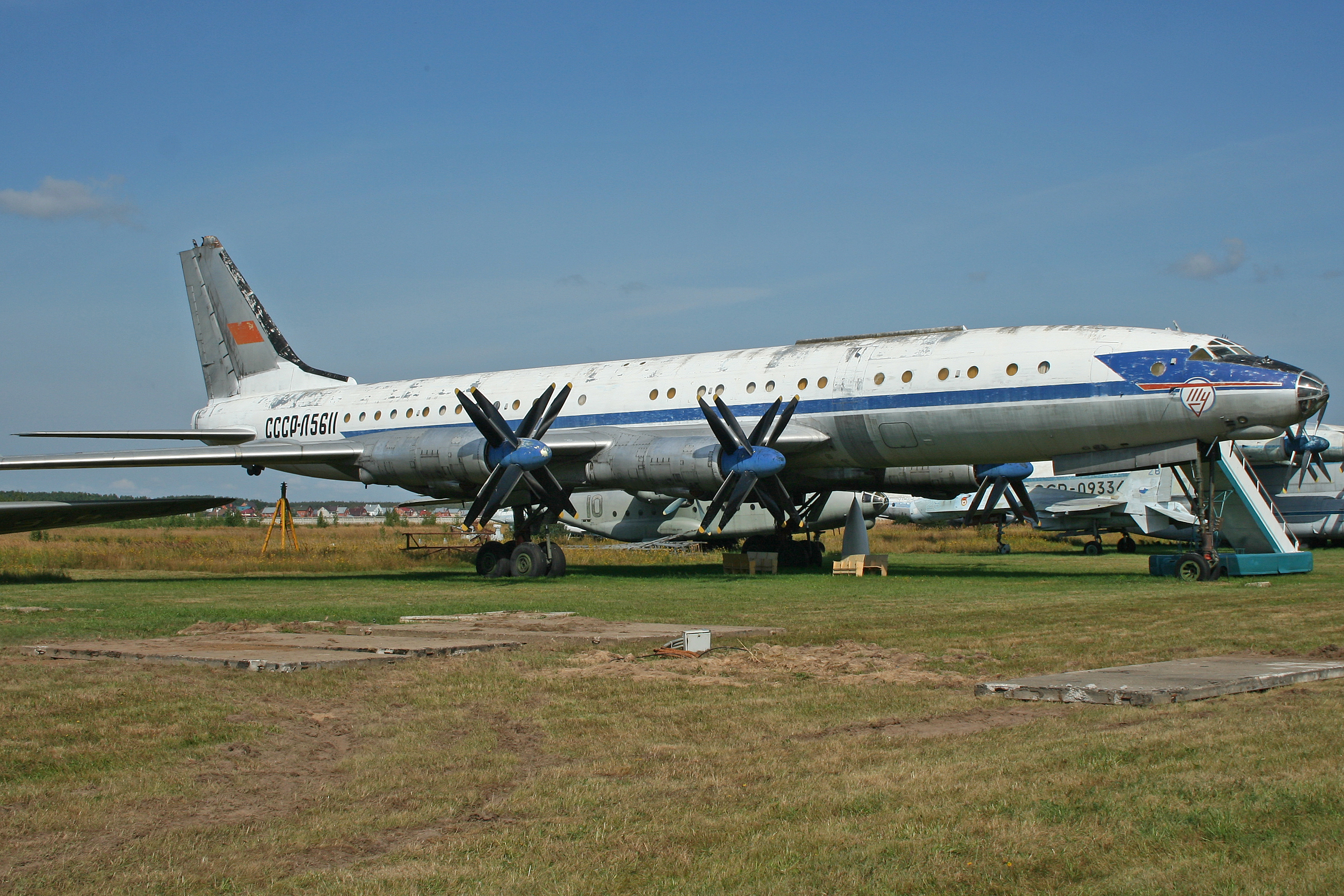
Tupolew Tu-114

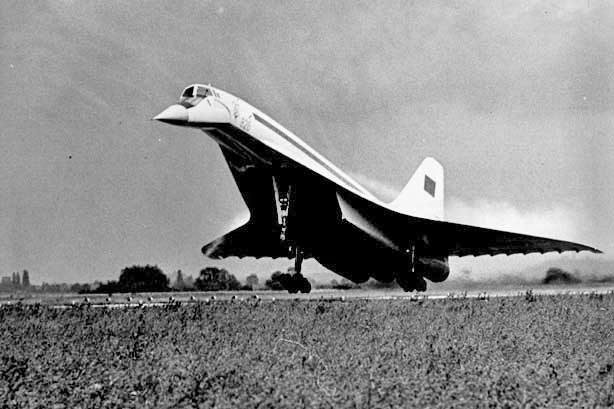
Tupolew Tu-144

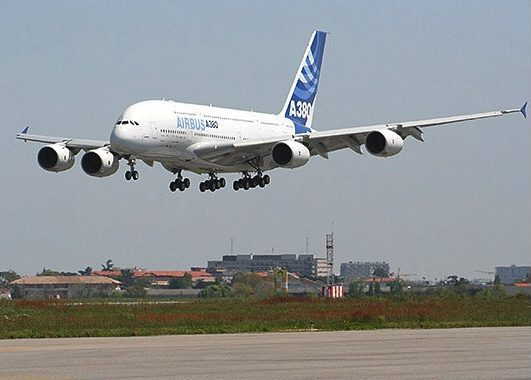
Airbus A380

Die Sikorsky Ilja Muromez war 1914 das erste als solches konstruierte Passagierflugzeug mit geschlossener, beheizter und beleuchteter Passagierkabine für 16 Personen mit Schlafraum und Toilette. Die Vorgängermodelle Sikorsky Russki Witjas, „Bolschoi Baltijski“ und „Le Grand“ waren noch als Experimentalflugzeuge einzuordnen. Das erste Ganzmetall-Verkehrsflugzeug war die Junkers F 13 von 1919.
Lockheed entwickelte mit der Lockheed 9 Orion 1931 das erste Verkehrsflugzeug mit Einziehfahrwerk. Die deutsche Junkers Ju 52/3m wurde ab 1932 in großer Stückzahl hergestellt und weltweit eingesetzt. Mit der Douglas DC-3 gelang Douglas 1935 in Bezug auf Leistungsfähigkeit und Wirtschaftlichkeit ein Sprung nach vorn. Von diesem Typ flogen 2024 noch gut 100 Exemplare, das älteste davon gebaut im Jahr 1936. Allein 68 Stück der auf Turboprop-Motoren umgerüsteten Basler BT-67 wurden seit 1990 gebaut. Das erste Verkehrsflugzeug mit Druckkabine war 1938 die Boeing 307 Stratoliner.
Die Lockheed Constellation von 1943 war das erste Verkehrsflugzeug im transkontinentalen Linienverkehr in den USA. Ihre letzte Version, die Lockheed Starliner, war der Höhepunkt der Entwicklung von durch Kolbenmotoren angetriebenen Verkehrsflugzeugen. Im Jahr 1948 wurde mit der Vickers Viscount das erste Turboprop-Verkehrsflugzeug und mit dem Prototyp der Vickers 618 Nene-Viking das erste Düsenverkehrsflugzeug gebaut. Das erste ab 1949 in Serie gefertigte Düsenverkehrsflugzeug war die De Havilland DH.106 Comet.
Das erste Kurzstrecken-Düsenverkehrsflugzeug mit am Rumpfheck angeordneten Triebwerken und einem „sauberen“ Tragflügel war 1955 die Sud Aviation Caravelle. Die Boeing 707 war 1957 das erste mit Strahltriebwerken ausgestattete Langstreckenflugzeug.
Die sowjetische Tupolew Tu-114 war das leistungsstärkste und schnellste Turboprop-Verkehrsflugzeug der Welt. Am 9. April 1960 flog eine Tu-114 mit 25 Tonnen Nutzlast über eine Strecke von 5000 Kilometern mit einer Durchschnittsgeschwindigkeit von 877,212 km/h, was bis heute der offizielle FAI-Geschwindigkeitsrekord für propellergetriebene Flugzeuge ist. Im Vergleich dazu liegt die Geschwindigkeit einer Boeing 777 (Erstflug: 1994) mit 896 km/h (auf 10.670 Meter) nur wenig höher. Die Tu-114 war von 1961 bis 1983 im Linieneinsatz; der mit ihr verwandte strategische Langstreckenbomber Tu-95 soll bis mindestens 2040 eingesetzt werden.
Die Antonow An-22 absolvierte 1965 ihren Erstflug und blieb bis zur Vorstellung der Boeing 747 das größte Flugzeug der Welt. Sie ist heute noch die größte Turboprop-Maschine. Der Erstflug des bis heute, zusammen mit dem Airbus A320, erfolgreichsten Verkehrsflugzeuges, der Boeing 737, fand 1967 statt. Sie ist immer noch international in vielen Varianten als Kurz- und Mittelstreckenpassagierflugzeug im Einsatz.
Die Tupolew Tu-144 war im Dezember 1968 das erste Überschall-Verkehrsflugzeug, nur zwei Monate später gefolgt von der Concorde.
Einen Sprung nach vorne in Bezug auf die Flugzeuggröße und Reichweite machte Boeing 1969 mit dem Boeing 747 „Jumbo Jet“. Es war der erste Großraumjet; die Fluggesellschaft Corsairfly hielt mit 582 (im Jahr 2006 sogar 587) Sitzplätzen den Rekord für die höchste Passagierkapazität der B747. Inzwischen sind die Maschinen lockerer bestuhlt. Die Hughes H-4 hätte bis zu 750 Passagiere befördern sollen; 1947 fand jedoch nur ein Versuchsflug mit Bodeneffekt statt.
Das erste zweistrahlige Großraumflugzeug war 1972 der europäische Airbus A300. Die Concorde, das wohl bekannteste Überschall-Verkehrsflugzeug, startete 1976 das erste Mal zu kommerziellen Linienflügen.
Im Airbus A320 wurde 1987 das erste Mal in einem Verkehrsflugzeug Glascockpit, Fly-by-wire-Steuerung und ein Sidestick anstelle eines Steuerhorns eingesetzt. Zudem erhöhte eine verfeinerte Computersteuerung die Wirtschaftlichkeit und verhinderte Lastüberschreitungen durch Begrenzung der Steuerbefehle auf ein bestimmtes Maß innerhalb des sogenannten „Flight Envelopes“.
Der Airbus A380 war 2005 das erste Großraum-Verkehrsflugzeug mit zwei durchgehenden Passagierdecks übereinander (four-aisle). So konnte die Passagierkapazität der Boeing 747 übertroffen werden – Emirates setzt inzwischen (Stand: 2024) A380 mit bis zu 615 Passagierplätzen ein. Kunststoffverbundmaterialien wurden in so weitreichendem Umfang wie vorher noch bei keinem Verkehrsflugzeug eingesetzt, um Gewicht zu sparen und somit einen deutlichen Wirtschaftlichkeitsvorteil zu erreichen.

## Hersteller

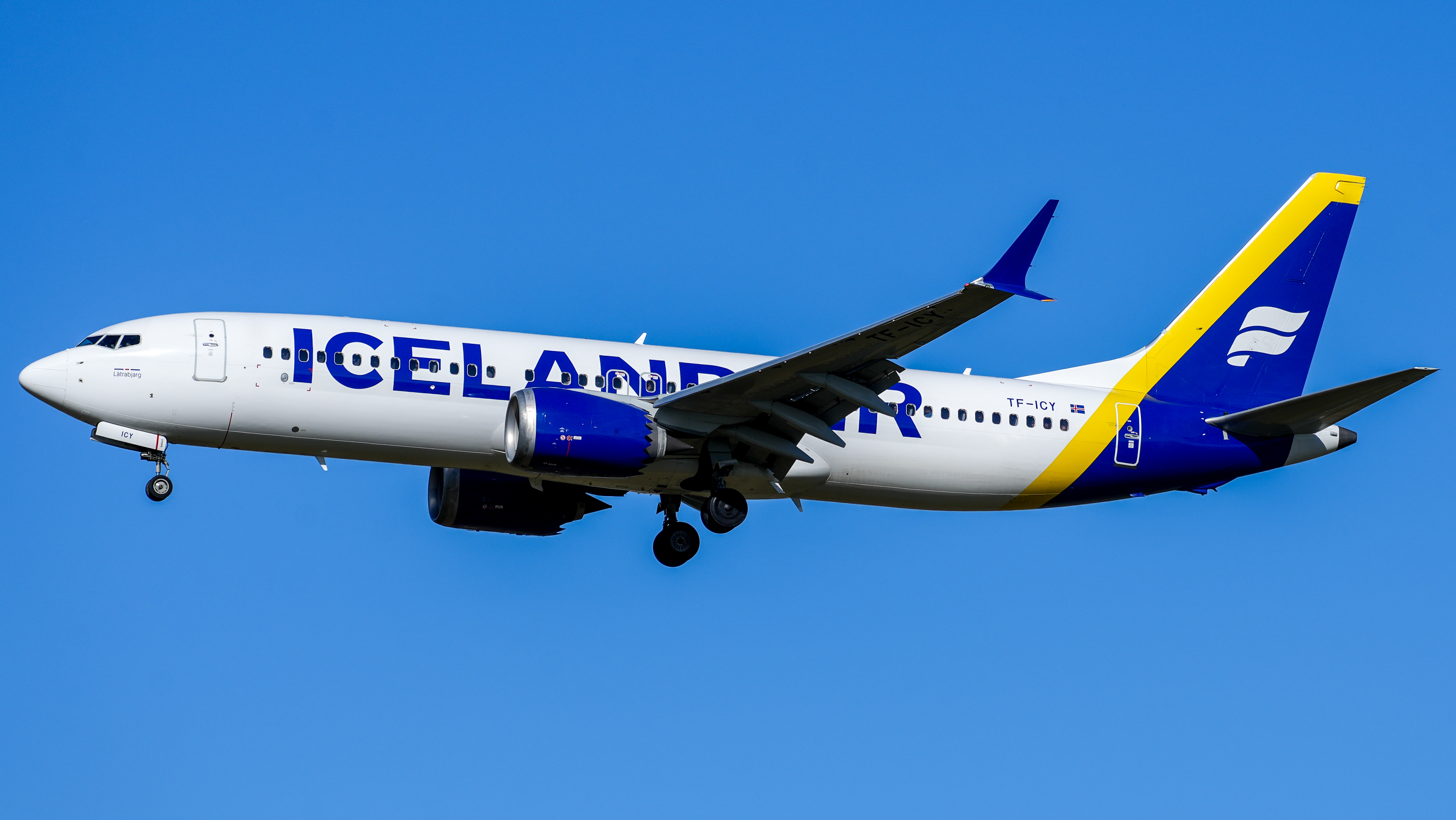
Boeing 737-8 MAX: Boeing 737, Flughafen Berlin Brandenburg 2024

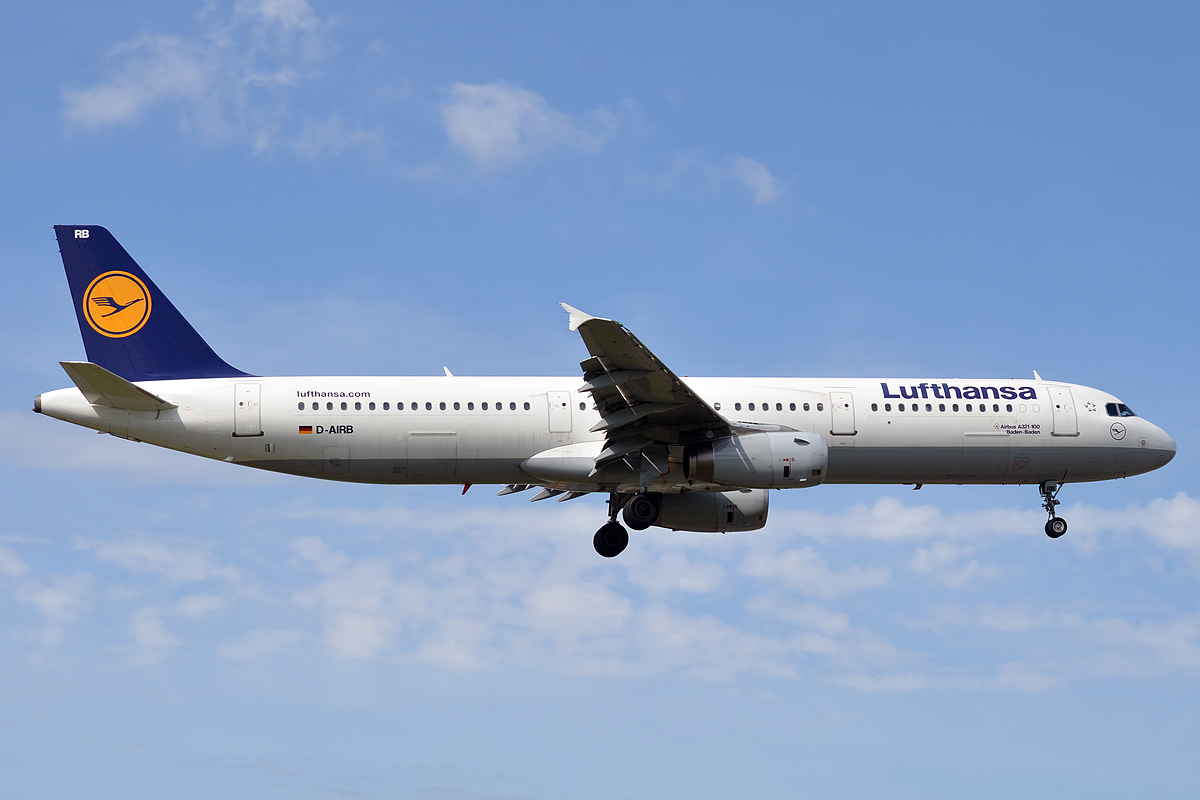
Airbus A321-200, Flughafen Tallinn 2014. Die A320-Familie ist das meistverkaufte Verkehrsflugzeug der Welt.

Der Markt der Verkehrsflugzeuge mit über 100 Sitzplätzen wird seit der Fusion der beiden amerikanischen Hersteller Boeing und McDonnell Douglas weitestgehend von zwei Anbietern in einem sog. Duopol bedient:
- Airbus aus Europa
- Boeing (einschließlich der früheren McDonnell Douglas) aus den USA

Im Bereich der sogenannten Regionalverkehrsflugzeuge mit 30 bis 120 Sitzplätzen bieten folgende Firmen Flugzeuge an, wobei die drei ersten den Markt klar dominieren:
- ATR aus Italien und Frankreich
- Bombardier (ex Canadair) aus Kanada
- Embraer aus Brasilien
- Antonow aus der Ukraine
- Suchoi aus Russland
- Tupolew aus Russland
- ACAV (AVIC Aviation Industry Corporation of China) aus China
- Mitsubishi Aircraft Corporation aus Japan

Folgende Firmen haben ihre Tätigkeit im Zuge der immer stärkeren Unternehmenskonzentration des Flugzeugherstellermarktes seit dem Ende des Zweiten Weltkrieges als Entwickler neuer Verkehrsflugzeuge eingestellt bzw. entwickeln zurzeit keine neuen Typen:
- British Aerospace aus Großbritannien
- Convair aus den USA
- De Havilland Aircraft Company aus Großbritannien
- Dornier aus Deutschland
- Fiat Aviazione aus Italien
- Fokker aus den Niederlanden
- Iljuschin aus Russland
- Lockheed aus den USA
- Martin aus den USA
- NAMC aus Japan
- Nord Aviation aus Frankreich
- Saab aus Schweden
- Short Brothers aus Großbritannien.
- Vereinigte Flugtechnische Werke aus Deutschland

## Regionalverkehrsflugzeug

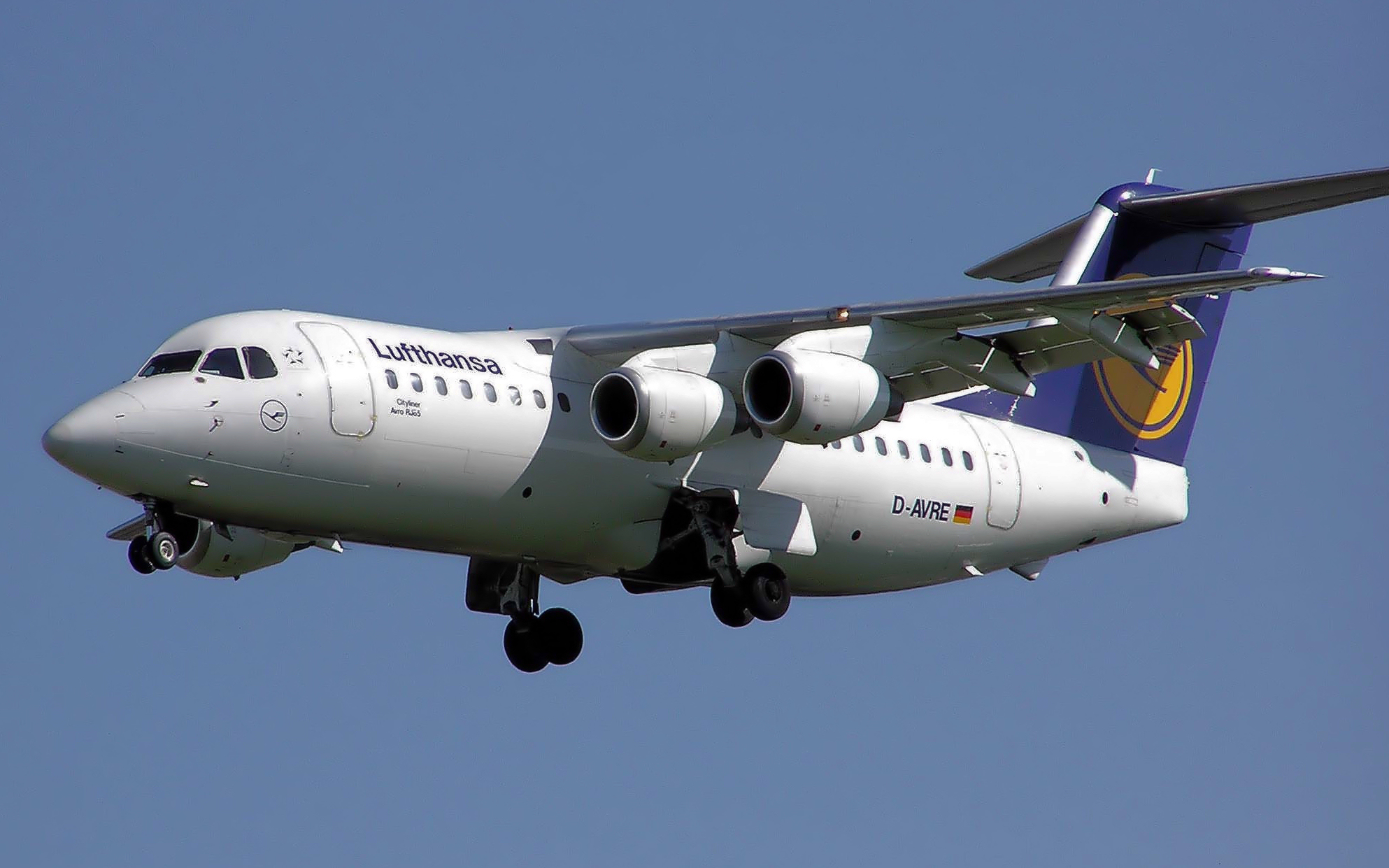
British Aerospace Avro RJ85 der Lufthansa

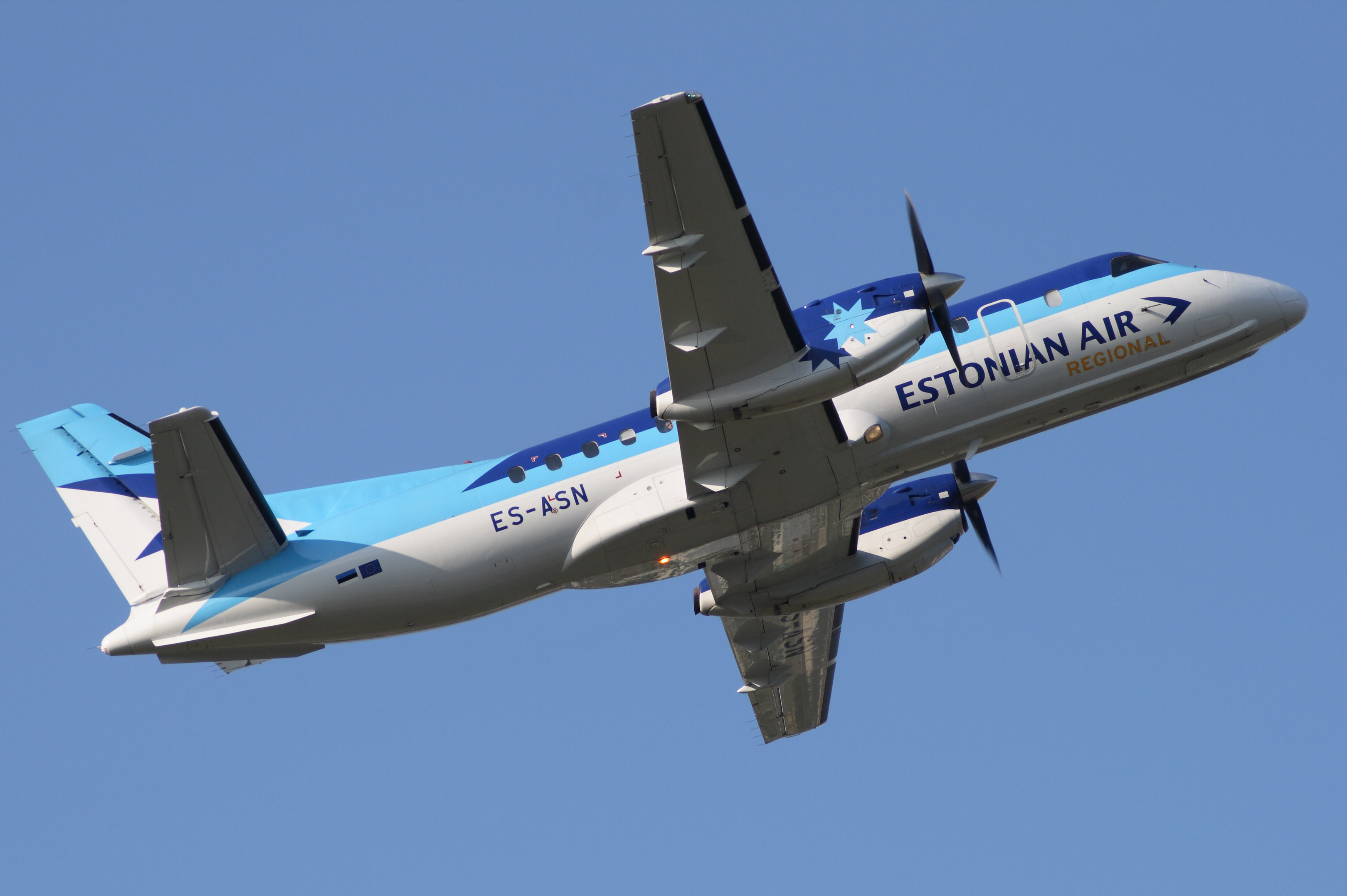
Estonian Air Saab 340

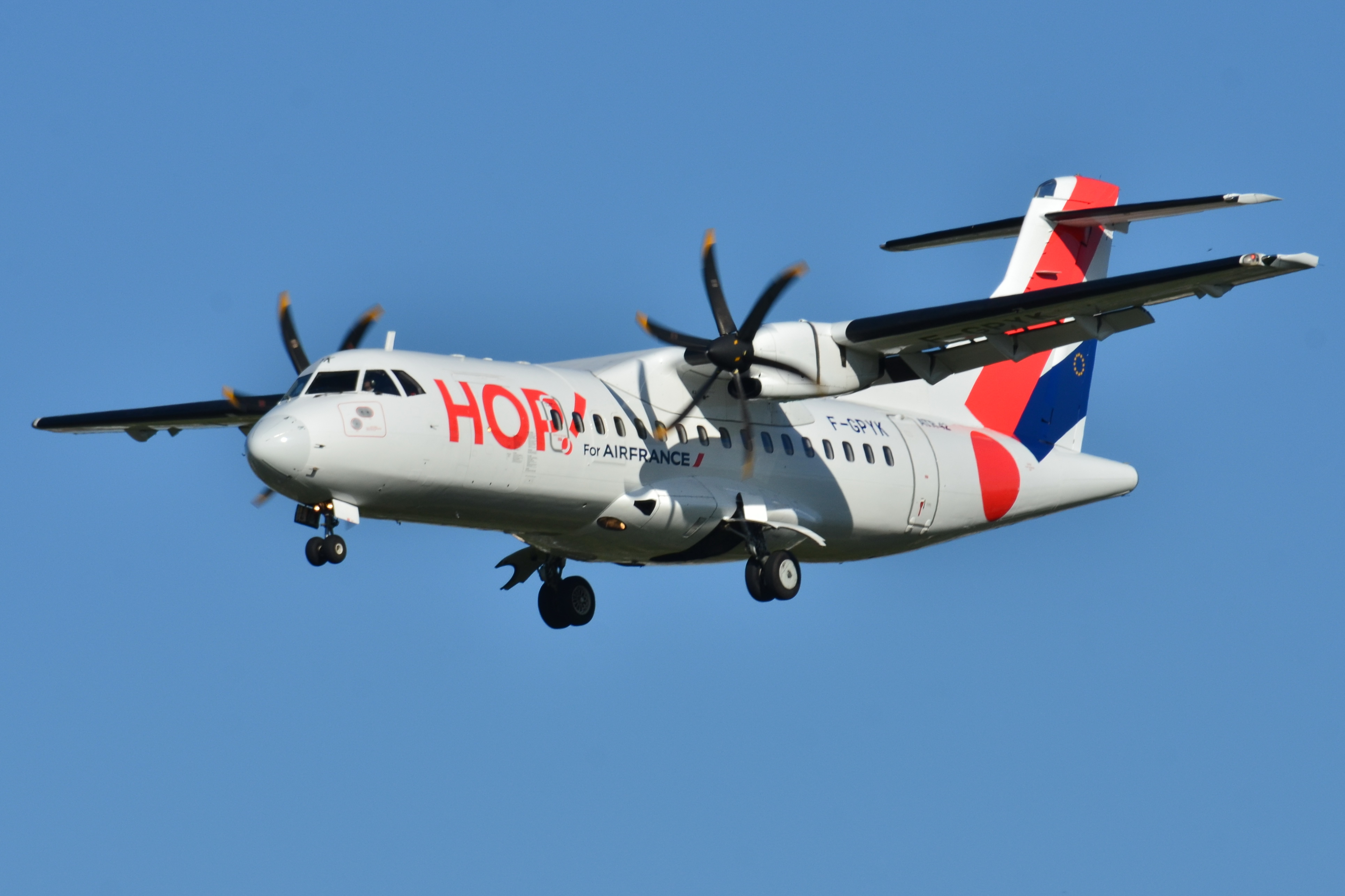
ATR 42 der Air France Hop

Unter einem Regionalverkehrsflugzeug versteht man ein kleineres Verkehrsflugzeug, das im sogenannten Regionalluftverkehr, also auf kurzen oder weniger gefragten Routen eingesetzt wird. Meist zielt das Angebot auf den hochpreisigen Sektor der Geschäftsreisenden, denn die Sitzkilometerkosten sind mit den Kosten der Billigfluggesellschaften nicht konkurrenzfähig. Große Fluggesellschaften lagern daher gern den Regionalverkehr in eine Tochtergesellschaft aus, um dem Kostendruck besser entgegnen zu können. Regionalflüge machen nämlich einen großen Anteil der Flugbewegungen aus, erbringen jedoch nur einen geringen Anteil der Sitzkilometer. Der Regionalverkehr ist für große Fluggesellschaften nötig, um Passagiere zu den Drehkreuzen zu bringen und so die großen Langstreckenflugzeuge zu füllen.
Es sind üblicherweise zwei Triebwerke montiert (Ausnahme: BAe 146), sowie bis zu 70, in manchen Definitionen auch bis zu 120 Sitzplätze. Ein Mittelgang trennt je nach Rumpfbreite die Sitzanordnung 1+2 oder 2+2, bei größeren Modellen auch 2+3 oder 3+3. Die kleinsten Maschinen dieser Flugzeugklasse wie BAe Jetstream 41, Dornier 328, Embraer EMB 120, Nord 262, Saab 340 und Short 330 bieten Platz für ca. 30 Passagiere.
Von grundlegender Bedeutung ist die Art der Triebwerke. Im Regionalflugverkehr hat ein Turboprop mit 450 bis 650 km/h einen Geschwindigkeitsnachteil gegenüber den mit Strahltriebwerk betriebenen Regionaljets. Aktuelle Regionaljets erreichen Geschwindigkeiten, die denen von Mittelstreckenflugzeugen in nichts nachstehen, also etwa 700–900 km/h. Da es mittlerweile eine große Anzahl dieser Regionaljets gibt (etwa die Bombardier Regional Jets oder die Regionaljets von Embraer), sah es eine Zeit lang so aus, als stünden die Flugzeuge mit Turbopropantrieb vor ihrem Ende. Angesichts steigender Treibstoffpreise kündigte sich 2005 allerdings so etwas wie eine Renaissance des Turbopropantriebs an, da dieser einen wesentlich niedrigeren Treibstoffverbrauch hat. Dieses führte zu einer steigenden Nachfrage sowohl bei ATR als auch bei Bombardier (für die Q-Serie). Durch den Einbau von sogenannten Active Noise Reduction-Systemen wurde zudem der Kabineninnenlärm der Propeller deutlich reduziert.
Ein Vorteil der Turbopropellermaschinen gegenüber den Regionaljets ist der geringere Treibstoffverbrauch und die deutlich kürzere Start- und Landestrecke, die sie für Flüge von und zu kleineren Flughäfen interessant macht. Vergleichbare geringe Werte für Start- und Landestrecke erreichen bei den Regionaljets nur speziell für diesen Zweck entworfene Maschinen, so z. B. die BAe-146.

## Zubringerflugzeug

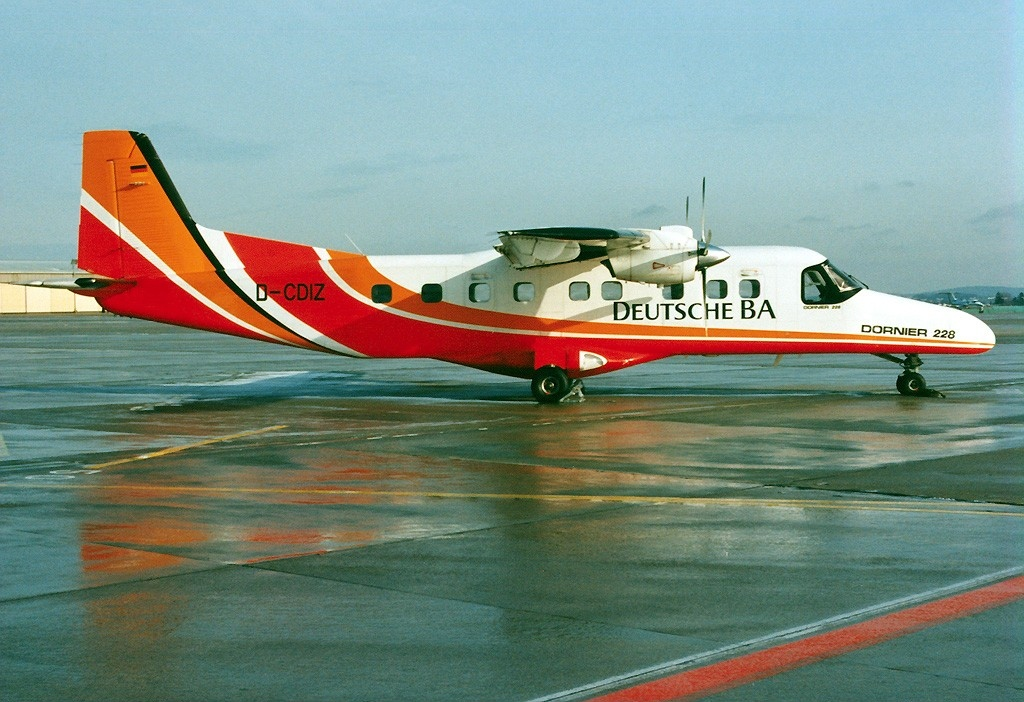
Die Dornier 228 ist ein klassischer Vertreter der Zubringer-Klasse (englisch: Commuter Category)

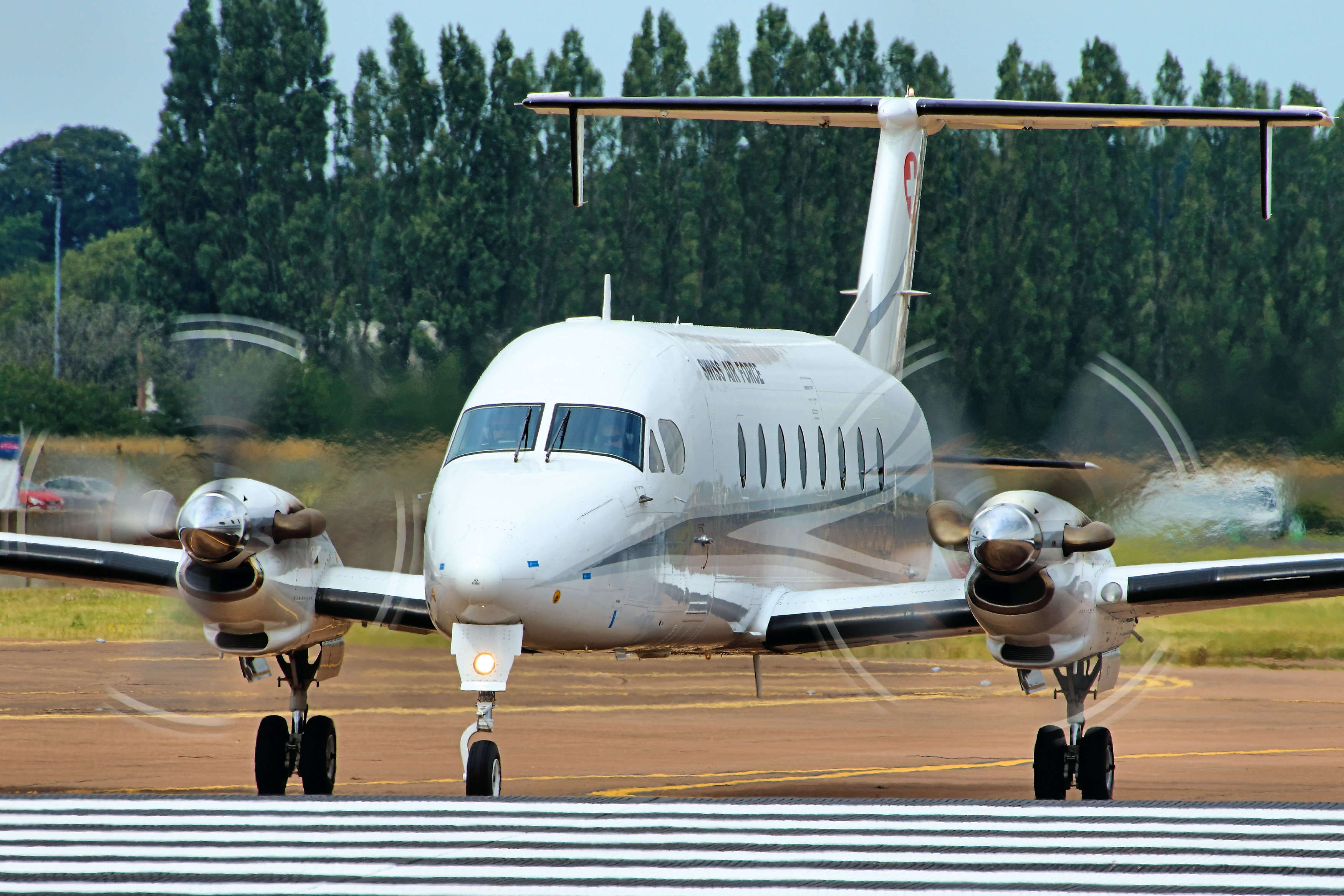
Das Zubringerflugzeug Beechcraft 1900 wurde in fast 700 Exemplaren als gebaut.

Ein Zubringerflugzeug (englisch: Commuter Aircraft oder Feederliner) ist ein kleines Kurzstrecken-Verkehrsflugzeug für höchstens 19 Passagiere und mit einem maximalen Startgewicht (MTOW) von 8.618 kg (19.000 lbs). Dabei handelt es sich um die kleinste Klasse von Verkehrsflugzeugen nach den Regionalverkehrsflugzeugen. Diese Kategorie entstand nominell um Mitte der 1940er Jahre in Großbritannien mit der De Havilland DH.104 Dove, als der Bedarf an entsprechenden Flugzeugen erkannt wurde, erlebte jedoch in den 1950er Jahren in den USA den ersten echten Einsatz im kommerziellen Luftverkehr. In den 1970er Jahren entstanden neue konkrete Anforderungen für Zubringerflugzeuge als sich die Hub and Spoke-Struktur (Nabe und Speiche) mit Drehkreuzen bzw. Knotenpunkten in der Luftfahrt durchsetzte. Zum Pendeln (engl. commute) zwischen kleineren Endknoten und Zentralknoten wurden Kurzstreckenflugzeuge für rund 15 Passagiere benötigt. Daraufhin entwickelten die Luftfahrtbehörden wie etwa die US-amerikanische Federal Aviation Administration (FAA) für diese Flugzeugklasse angepasste Zulassungsvorschriften. Zum Beispiel behandelt die Zulassungvorschrift CS-23 (Certification Specifications) der EASA Normal, Utility, Aerobatic and Commuter Aeroplanes mit maximal 19 Sitzplätzen (ohne Besatzung) und einem maximalen Startgewicht von 8.618 kg (19.000 lbs). Gängige Typen der Klasse mit rund 19 Sitzplätzen sind die Antonow An-28, BAe Jetstream, Beechcraft 1900, de Havilland Canada DHC-6 Twin Otter, Dornier 228, Embraer EMB 110 Bandeirante, Fairchild Swearingen Metro, Let L-410 und Short Skyvan.
Es werden teilweise aber auch noch kleinere Maschinen als Zubringerflugzeuge eingesetzt, die je nach Typ 6 bis 10 Sitzplätze haben können.

## QC-Verkehrsflugzeug
Ein QC-Verkehrsflugzeug (QC aus dem Englischen für quick change, also Schnellumrüstung) ist die Bezeichnung für Verkehrsflugzeuge, die durch schnelles Umrüsten der Kabinenausstattung für Passagier-, Fracht- oder Postbeförderung eingesetzt werden können.

## Ausstattung
- Notausgänge sind mit Schildern über den Türen markiert („Exit“), des Weiteren sind die Wege zu ihnen in modernen Flugzeugen am Boden durch fluoreszierend leuchtende Linien markiert (Zulassungskriterium für Passagiertransport).
- Flugzeugsitze haben Taschen an ihren Rückenlehnen, die dem Hintermann als Stauorte dienen (z. B. für Zeitschriften, Bücher) und Bordmagazine, Air Sickness Bags („Spucktüten“) und Sicherheitshinweise (Safety Cards) enthalten.
- WLAN an Bord, soweit überhaupt installiert, ermöglicht Passagieren Zugang zum Internet.